# Verbrüderungsbuch der Abtei Reichenau

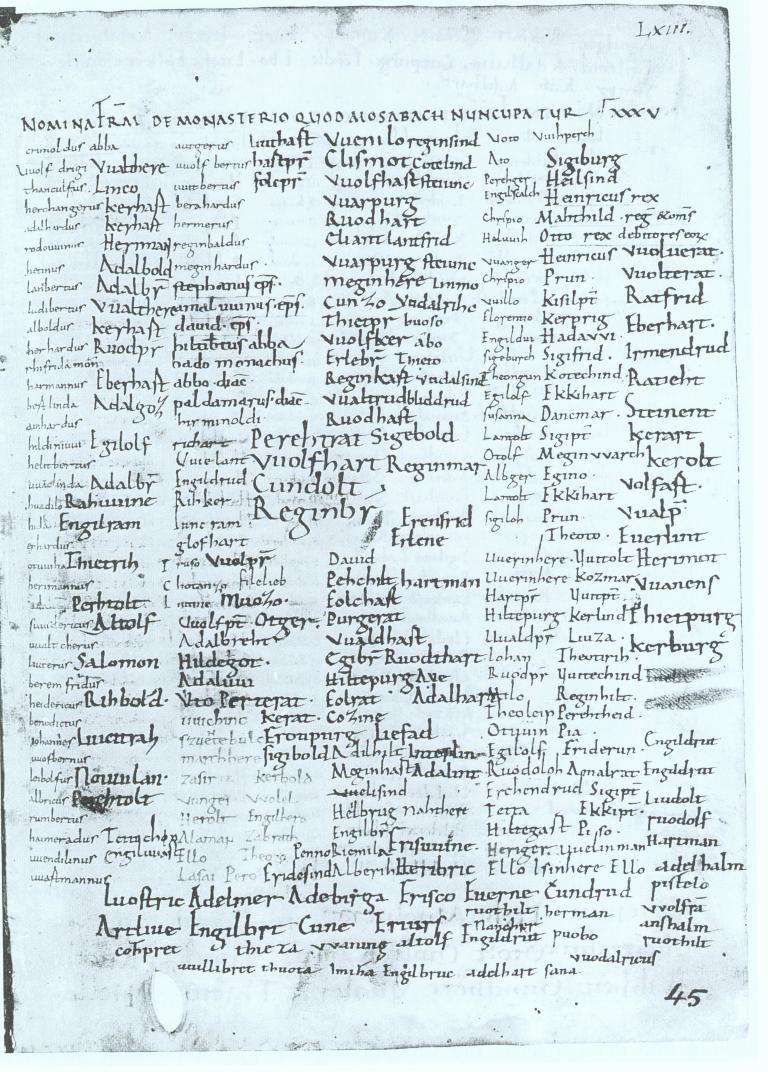
Namenseintrag Ottos I. als König seiner Familie im Reichenauer Verbrüderungsbuch

Das  Verbrüderungsbuch der Abtei Reichenau  (auch Reichenauer Verbrüderungsbuch oder Liber confraternitatum Augiensis oder Liber memorialis Augiensis genannt) ist ein lateinisch geschriebenes gebundenes Manuskript, das ab den 820er Jahren in der Abtei Reichenau angefertigt wurde. Als Verbrüderungsbuch enthält es ein Verzeichnis, in dem Gebetsbrüderschaften aufgezeichnet sind, und Namenslisten der Stifter und Wohltäter des Klosters sowie von Personen, die mit ihm in enger geistiger Bindung standen, so dass ihrer in den mönchischen Gebeten gedacht wurde. Diese Namenslisten mit ihren mehr als 38.000 Personennamen auf 164 Seiten sind eine herausragende Quelle für die Namenforschung zu einer Vielzahl von Klöstern in Süddeutschland und Nordfrankreich, aber auch Italien, Belgien und Südfrankreich, die durch die Gebetsbrüderschaften mit Reichenau verbunden waren, sowie zur Erforschung familiärer Zusammenhänge von Personen auf der weltlichen Seite, die das Kloster für ihr eigenes Seelenheil vor allem finanziell förderten und deshalb als Wohltäter aufgeführt sind.

## Das Buch
Das Verbrüderungsbuch ist aus drei Teilen mit insgesamt 93 Blättern Pergament oder Papier zusammengefügt und in Holzdeckel gebunden.
- Der Teil 1 besteht aus 9 Papierblättern, auf denen Verbrüderungsabmachungen, Todesanzeigen etc. wiedergegeben sind. Dieser relativ junge Teil des Buches stammt aus dem 15. bis frühen 16. Jahrhundert.
- Der Teil 2 ist der zentrale Teil, das eigentliche alte Verbrüderungsbuch: Es besteht aus 59 Pergamentblättern (Kalbpergament) sowie 8 Papierblättern aus dem 17. Jahrhundert, bei denen es sich um einen Ersatz für wohl nicht mehr verwendbare Pergamentblätter handelt, und  hat insgesamt also 134 Seiten. Offenbar sind fünf weitere Blätter verloren gegangen. Die Pergamentblätter beginnen mit Einträgen aus der Zeit um 825, die bis ins späte Mittelalter fortgeführt wurden. Im Lauf der Zeit ist bei Reparaturen oder Bindearbeiten die Reihenfolge der Blätter teilweise vertauscht worden. Es ist der Forschung jedoch gelungen, die ursprüngliche Reihenfolge zu rekonstruieren.
- Beim Teil 3, bestehend aus 15 Pergamentblättern (Schafpergament), also 30 Seiten, handelt es sich um Professlisten, Nachträge zum Teil 2 und Abschriften von Urkunden etc.; er stammt im Wesentlichen aus dem 10. Jahrhundert und wurde bis ins 12. und 13. Jahrhundert fortgeführt.

Ebenfalls aus dem 17. Jahrhundert oder spätestens vom Anfang des 18. Jahrhunderts stammt der Einband, der aus mit Leder überzogenen Holzdeckeln besteht. Eine der beiden Schließen ist verloren gegangen.
Die einzelnen Blätter sind fast alle zwischen 19,5 und 20,5 cm breit und 26,8 bis 28,5 cm lang, nur ein Blatt ist deutlich kleiner. Das Pergament im Teil 2 ist auf einer Fläche von 15,6 bis 15,8 mal 20,5 bis 21 cm in vier Kolumnen zu 39 Zeilen beschriftet, in Teil 3 sind es überwiegend vier Kolumnen zu 27 Zeilen.

## Die Listen
Bei der Anlage des Buches hat man auf den Seiten 4 bis 85 Platz für verschiedene Gruppen reserviert und entsprechende Überschriften vergeben. So enthalten zum Beispiel Seiten 4 und 5 Namen von lebenden Mönche des Klosters Reichenau, Seiten 6 und 7 die verstorbenen; die Seiten 8 und 9 waren als Reserve gedacht, weisen heute aber Einträge auf, die dem üblichen Plan nicht entsprechen. Seiten 10 und 11 nahmen die lebenden Mönche des Klosters St. Gallen auf, Seite 12 und wohl auch die verlorene Seite 13 die verstorbenen. Es folgen das Kloster Pfäfers, dann das Kloster Disentis etc. – insgesamt 50 verbrüderte Klöster, auch Frauenklöster, sind hier aufgeführt, denen noch die Domkapitel der Bistümer Konstanz, Basel und Straßburg angefügt wurden. Unter den Klöstern gehören die westfränkischen zum ältesten Teil der Verbrüderungen, was wohl auf den Gebetsbund von Attigny zurückgeht, der im Jahr 762 in der Königspfalz Attigny in den Ardennen geschlossen wurde, und somit als Auslöser für die Entstehung des Reichenauer Verbrüderungsbuchs zu sehen ist.
Nach den geplanten Mönchslisten der Seiten 4 bis 85 folgen einige Seiten (86 bis 92) als weitere Reserve, die dann irgendwann ebenfalls nicht mehr dem anfänglichen Plan entsprechend gefüllt wurden. Im ursprünglichen Buch, also vor der Veränderung der Reihenfolge, schlossen sich die Listen mit den lebenden und verstorbenen Wohltätern des Klosters an (heute die Seiten 98 und 99 für mehr als 200 Lebende, die Seiten 114 bis 123 für über 1200 Verstorbene).
Der Plan, aber auch die Tatsache, dass die den Klöstern und Bistümern gewidmeten Listen sowie die Liste der Wohltäter der Abtei wohl nur von fünf verschiedenen Händen geschrieben wurden (von denen eine mehr als die Hälfte der Einträge machte), verdeutlicht, dass das Buch nicht fortlaufend weitergeführt wurde, sondern dass ältere Vorlagen und Listen zusammenkopiert wurden. Erst später ging man zu Nachträgen über, auch mit der Konsequenz, dass am Rand oder zwischen die Spalten weitergeschrieben wurde, bis man schließlich dazu gezwungen wurde, jede freie Stelle zu nutzen.
Ganz andere Schriften weisen die Seiten 93 bis 96, 109 bis 112 und 129 bis 134 auf, die ursprünglich wohl den Wohltäter-Listen folgten, nun aber eingestreut sind. Hier sind Mönche aufgelistet, die sich in Klöstern in der Region von Lyon und Langres aufhielten.

## Die Namen
Mehr als 38.000 Personennamen sind auf den 164 Seiten der Teile 2 und 3 enthalten, der weitaus größte Teil ohne jeden weiteren Zusatz. Da die Einträge zu den lebenden und verstorbenen Mönchen nach Klöstern sortiert sind, ist hier wenigstens eine regionale Zuordnung möglich. Dem mit dem Verbrüderungsbuch beabsichtigten Gedenken und der damit verbundenen Wirkung auf das Seelenheil war offenbar mit dem einfachen Eintrag des Namens Genüge getan: weitere Angaben, die eine Identifizierung ermöglichten, waren nicht nötig, sie wurden auch nur manchmal gemacht.
Der größte Teil der Einträge stammt von den Mönchen des Klosters Reichenau, es kam aber auch vor, dass Besucher sich selbst eintragen durften, insbesondere wohl dann, wenn ihre heimatliche Schrift nicht die lateinische war. Eindeutig ist, dass das Verbrüderungsbuch Namen auch aus weit entfernten Regionen enthält: aus dem 11. und 12. Jahrhundert finden sich etwa 700 Namen von Besuchern aus Skandinavien, darunter eine Gruppe aus Island; die orthodoxen Patriarchen Basilius von Jerusalem (820–838) und Christophorus von Alexandrien (817–841), König Stephan von Ungarn (997–1038), Bischof Adalbert von Prag (983–997), Odo von Châtillon, der spätere Papst Urban II. (1088–1099), der 1095 zum Kreuzzug aufrief.

## Geschichte
Ausgangspunkt der Gebetsverbrüderung war der Gebetsbund von Attigny aus dem Jahr 762, dem bereits um 770 auf der Synode von Dingolfing eine ähnliche Vereinbarung für Bayern folgte. Die Anlage des Reichenauer Verbrüderungsbuchs ist, den Einträgen folgend, in den Jahren 822 bis 824 zu sehen, also ein gutes Jahrzehnt, nachdem ein ähnliches Buch im Kloster St. Gallen angefertigt worden war. Der Teil 3 kam im 10. Jahrhundert dazu, der Teil 1 schließlich aufgrund der Amtsführung des Abtes Friedrich von Wartenberg (1427–1453), allerdings nicht unbedingt bereits zu seiner Zeit. Zu Beginn des 16. Jahrhunderts hören die Einträge im Verbrüderungsbuch auf.
Im Jahr 1683 besuchte der Mönch und Historiker Jean Mabillon die Abtei Reichenau und studierte das Verbrüderungsbuch; Auszüge aus dem Buch druckte er später in seinen Vetera Analecta ab. Die Papierblätter waren zu diesem Zeitpunkt vermutlich noch nicht eingefügt, die Bögen waren aber sicher schon in der falschen Reihenfolge. Wenig später, Ende des 17., spätestens Anfang des 18. Jahrhunderts bekam das Verbrüderungsbuch seinen heutigen Einband und damit verbunden dann auch die Papierblätter. Eine weitere Erwähnung des Buches stammt von Augustin Calmet, der das Kloster 1748 besuchte und in seinem Diarium Helveticum darauf zu sprechen kommt.
Als das Kloster 1757 aufgehoben, die Mönche auf andere Klöster verteilt und der Bischof von Konstanz zwölf neue Mönche auf die Reichenau schickt, blieb die Bibliothek auf der Insel. 1760 ließ Martin Gerbert, der Fürstabt des Klosters St. Blasien, den Bestand der Bibliothek katalogisieren, wobei das Verbrüderungsbuch erneut erwähnt wurde. Zwei Jahre später, 1762, besichtigte Kardinal Giuseppe Garampi, der Präfekt des Vatikanischen Archivs, die Bibliothek. In dieser Zeit fertigte Hugo Schmidfeld, ein Pater in St. Blasien, eine Kopie des Verbrüderungsbuchs an, die sich 1771 in seinem Besitz befand; diese Kopie liegt heute in der Landesbibliothek Karlsruhe (Cod. St. Blasien, 41).
1777 wurde das Verbrüderungsbuch an Martin Gerbert geschickt, der es 1780 wieder an die Reichenau zurückgab. Philipp Wilhelm Gercken, der 1779 die Abtei besuchte, notierte, dass er das Buch nicht einsehen konnte, da es nicht vor Ort gewesen sei. Sieben Jahre später, 1787 wurde der Archivar Mauriz van der Meer, Pater im Kloster Rheinau bei Zürich, von Maximilian Christof von Rodt, dem Bischof von Konstanz, damit beauftragt, den Handschriftenkatalog des Klosters zu überarbeiten. Ende des Jahres erhielt er dann die Genehmigung, das Verbrüderungsbuch auszuleihen, um damit zu arbeiten; bei seinem Tod 1795 befand sich das Buch noch in Rheinau, offenbar auch noch 1803, da in diesem Jahr die Reichenauer Bibliothek nach Karlsruhe überführt wurde, und dabei fehlte das Verbrüderungsbuch.
Auch 1848, als Ferdinand Keller mit dem Verbrüderungsbuch arbeitete, befand es sich wohl noch in Rheinau, 1862 wurde es dann im Zusammenhang mit der Aufhebung dieses Klosters mit dem Klosterarchiv dem Staatsarchiv des Kantons Zürich einverleibt. Heute ist das Verbrüderungsbuch mit der Signatur Ms. Rh. hist. 27 im Bestand der Handschriften der Zentralbibliothek Zürich.

## 1300-Jahr-Jubiläum der Klosterinsel in 2024
Zum 1300-Jahr-Jubiläum der Klostergründung im Jahr 2024 hat eine Bürgerprojektgruppe im Auftrag der politischen und kirchlich-katholischen Gemeinde eine moderne Variante als „Reichenauer Buch der Verbundenheit“ aufgelegt. Die Verantwortlichen – Berthold Winkler (Initiator und Projektverantwortlicher), Joachim Sauer (Graphische Gestaltung) und Karl Wehrle (Touristik und Kultur) mit Dieter Geuenich als wissenschaftlicher Berater – haben es am 1. März 2024 der Gemeinde übergeben. Im Jubiläumsjahr haben alle Besucher und Interessierten die Möglichkeit, im Münster St. Maria und Markus auf der Insel Reichenau in diese aktuelle Form des Buch des Lebens sich einzutragen oder online auf der Website sich einzuschreiben; dies ist dauerhaft möglich. 
Mittlerweile haben sich 32.181 Menschen von 21. März 2024 bis 4. November 2024 in das Buch der Verbundenheit eingetragen. Die meisten von ihnen aus Deutschland (27.333); es folgen Einschreibungen aus der Schweiz (1.834), Österreich (721), Frankreich (484) und anderen Ländern (1.809); insgesamt finden sich Namen aus 97 Ländern, darunter aus Argentinien, Brasilien, China, Dubai, Finnland, Hawaii, Indien, Island, Israel, Litauen, Neuseeland, Nepal, Russland, Peru, Sri Lanka, Vietnam und Zypern.
Der Artikel Verbindungen für die Ewigkeit von Berthold Winkler thematisiert das Entstehen des Verbrüderungsbuches der Reichenau von 824 und seiner Fortsetzung und Aktualisierung im Buch der Verbundenheit von 2024. Darin wird ausgeführt, dass das gemeinschaftliche Gedenken an die Lebenden und Toten in einem Netz von Gebets-Verbrüderung in ganz Europa angesichts zeitbedingter Bedrohungen sowohl ein Krisen- wie auch hinsichtlich des Bewusstseins eines ewigen Lebens ein Erlösungs-Narrativ darstellt - ein Modell für heute im Sinne einer planetarischen Verbundenheit als Menschheit.

## Das Verbrüderungsbuch als Quelle
„Das Verbrüderungsbuch der Abtei Reichenau ist mit seinem reichen Namenbestand allein von seinem liturgischen Charakter her als 'Buch des Lebens' zu verstehen. Es würde daher als Zeugnis der Überlieferung gewiss nicht richtig eingeschätzt, wenn es lediglich als Quelle für die Schriftgeschichte, die Namenkunde oder die Personenforschung etwa betrachtet, wenn es gar nur als Material zu Auswertungszwecken benützt würde.“
Die Forschung hat bereits zahlreiche Versuche unternommen, den Inhalt des Buches zu interpretieren:
- Konrad Beyerle vermutete, dass einer der Schreiber des Verbrüderungsbuchs der Mönch Walahfrid Strabo (808/809–849) war.[12]
- Karl Schmid wies 1966 in einem Eintrag aus dem Jahr 983 oder kurz davor zehn Personen nach, die zur Familie Kuno von Öhningens gehörten[13]; diese Einträge korrespondieren weitgehend zu Angaben aus der Historia Welforum, die dadurch gestützt werden. 1980 wies Armin Wolf die Identität Kunos mit dem Herzog Konrad I. von Schwaben nach und brachte damit den Eintrag in Beziehung zu einer bekannten und bedeutenden Persönlichkeit und in den historischen Zusammenhang[14]. Schmids und Wolfs Entdeckungen sind heute allgemein anerkannt.
- Gerd Althoff wies 1983 auf einen Reichenauer Mönch mit Namen Uutuchind hin, der im Jahr 786 seine Gelübde ablegte und im Jahr 825 noch lebte. Er sieht in ihm den Sachsenherzog Widukind, der sich 785 Karl dem Großen unterwarf, sich taufen ließ und danach aus den Annalen verschwand[15]
- An einer Stelle hat sich eine Gruppe von osteuropäischen Pilgern eigenhändig im Verbrüderungsbuch eingetragen: Methodios, Leon, Ignatios, Ioakin, Symeon, Dragais. Alfons Zettler nimmt an, dass es sich bei dem ersten Namen um den Slavenapostel Methodios handelt[16].

## Editionen
- Johanne Autenrieth, Dieter Geuenich, Karl Schmid (Hrsg.): Das Verbrüderungsbuch der Abtei Reichenau (Liber confraternitatum Augiensis): Einleitung, Register, Faksimile (= Monumenta Germaniae historica. Libri memoriales et necrologia, nova series. Bd. 1). Hahn, Hannover 1979, ISBN 3-7752-5273-8. (online)
- Paulus Piper (Hrsg.): Libri Confraternitatum Sancti Galli Augiensis Fabariensis (= Monumenta Germaniae Historica. Antiquitates. Necrologia Germaniae. Supplementbd.). Weidmann, Berlin 1884 (Nachdruck. ebenda 2001, ISBN 3-88612-009-0).

## Belege
1. ↑  S. 53 (D4–5)
2. ↑  S. 159 A1–2
3. ↑  S. 103 C1–2
4. ↑  S. 158 C3–D3
5. ↑  S. 153 B1
6. ↑  S. 151 B1–4
7. ↑  Johanne Autenrieth et al.: Das Verbrüderungsbuch der Abtei Reichenau. 1979, S. LXVII/LXVIII.
8. ↑  verbunden-reichenau1300. Abgerufen am 18. März 2024.|
9. ↑  Berthold Winkler: Verbindungen für die Ewigkeit. In: transformatio;. Band 4, Nr. 1, 16. Mai 2025, S. 138–151, doi:10.35093/tf.v4i1.1218 (transformatio-journal.org [abgerufen am 5. Juni 2025]).
10. ↑   Artikel
11. ↑  Johanne Autenrieth und andere: Das Verbrüderungsbuch der Abtei Reichenau. 1979, S. LXX.
12. ↑  Konrad Beyerle: Das Reichenauer Verbrüderungsbuch als Quelle der Klostergeschichte. In: Konrad Beyerle (Hrsg.): Die Kultur der Abtei Reichenau. Erinnerungsschrift zur zwölfhundertsten Wiederkehr des Gründungsjahres des Inselklosters 724–1924. Band 2. Verlag der Münchner Drucke, München 1925, S. 1107–1217, hier S. 1110; wird u. a. von Autenrieth zurückgewiesen: Johanne Autenrieth et al.: Das Verbrüderungsbuch der Abtei Reichenau. 1979, S. XXXIV/XXXV.
13. ↑  Karl Schmid: Probleme um den „Grafen Kuno von Öhningen“. Ein Beitrag zur Entstehung der welfischen Hausüberlieferung und zu den Anfängen der staufischen Territorialpolitik im Bodenseegebiet. In: Herbert Berner: Dorf und Stift Öhningen. Kugler, Singen 1966, S. 43–88; siehe: Johanne Autenrieth et al.: Das Verbrüderungsbuch der Abtei Reichenau. 1979, Tafel 135: Die Namen lauten: [1] Cuonradus comes / [2] Liutoldus laicus / [3] Cuonradus laicus / [4] Herimannus / [5] Ita [6] Júdita / [7] Richlint / [8] Ruo- / dolf / [9] Vuelf Hein- / rich [10] Heinrich; die Zahlen sind zum besseren Verständnis eingefügt, zwischen [6] und [7] beginnt eine neue Spalte in gleicher Handschrift; zur Diskussion siehe den Artikel Richlind.
14. ↑  Armin Wolf: Wer war Kuno „von Öhningen“? Überlegungen zum Herzogtum Konrads von Schwaben († 997) und zur Königswahl vom Jahre 1002. In: Deutsches Archiv für Erforschung des Mittelalters. Bd. 36, 1980, S. 25–83.
15. ↑  Gerd Althoff: Der Sachsenherzog Widukind als Mönch auf der Reichenau. Ein Beitrag zur Kritik des Widukind-Mythos. In: Frühmittelalterliche Studien 17, 1983, S. 251–279: „1. Auf pagina 4 (B2) des Reichenauer Verbrüderungsbuches erscheint in einer Reichenauer Konventsliste, die von Abt Erlebald angeführt wird und 825 angelegt wurde, an 48. Stelle ein Uutuchind. 2. Der gleiche Mönch wurde nach seinem Tod auf pag. 7 (B2) unter den nomina fratrum defunctorum insulanensium aufgeführt.“
16. ↑   Seite 53 (D 4–5); Alfons Zettler: Cyrill und Method im Reichenauer Verbrüderungsbuch. In: Frühmittelalterliche Studien 17, 1983, S. 280–298.